# Spergularia pycnantha
Spergularia pycnantha là loài thực vật có hoa thuộc họ Cẩm chướng. Loài này được Rossbach miêu tả khoa học đầu tiên.